# 朴相元
朴相元（韓語：박상원，1959年4月5日—），韓國男演員，MBC第18期演員。

### 教育
- 1972年：大邱水昌國立學校畢業
- 1975年：仁川南中學畢業
- 1978年：東山高中畢業（第26屆）
- 1980年：首爾藝術學院戲劇系畢業（第78班）
- 1994年：韓國國立公開大學英語語言文學系畢業
- 2010年：祥明大學設計研究生院攝影與媒體學系畢業
- 2015年：祥明大學藝術設計大學院攝影與媒體媒體學系畢業

### 經歷
- 1986年：第18期MBC演藝人培訓班畢業
- 1993年：世界宣明會親善大使
- 1998年：世界理想親善大使
- 1999年：西京大學演劇電影科兼任教授
- 2001年：韓國訪問年名譽宣傳使節
- 2002年：世界博覽會（EXPO）宣傳大使
- 2002年：歡迎來到韓國市民協會宣傳委員
- 2006年：歡迎來到韓國公民委員會公共關係成員
- 2006年：首爾地方律師協會名譽律師
- 2006年：世界圖書館信息大會競賽宣傳大使
- 2007年：首爾市特別宣傳大使
- 2007年：7月綜合房地產稅名譽公關專員
- 2007年：天使接力運動大使
- 2008年：統營國際音樂節大使
- 2009年：首爾藝術學院戲劇系教授
- 2009年：慶南電影委員會成立大會主席（特邀）
- 2011年：東亞廣播藝術大學廣播系代理教授
- 2012年：Kaywon藝術大學攝影系兼職教授

## 演出作品

### 電視劇
- 1986年：MBC TV《田園日記》
- 1987年：MBC《愛與野心》（直譯）
- 1987年：MBC《暢銷劇場 - 江》（直譯）
- 1988年：MBC《人力市場》（直譯）
- 1988年：MBC《我們的小鎮》
- 1989年：MBC《從不睡覺的樹》（直譯）
- 1989年：MBC TV《首爾西納威》（直譯）
- 1990年：MBC《大院君》（直譯）
- 1991年：MBC《黎明的眼睛》飾演 張河林
- 1992年：MBC《Woman's Room》
- 1992年：MBC《麻浦彩虹》（直譯）
- 1992年：SBS《Ambitions on Sand》
- 1994年：SBS《妖精去》（直譯）
- 1995年：SBS《海冰》（直譯）
- 1995年：SBS（原首爾廣播公司）《Asphalt Man》
- 1995年：SBS《沙漏》飾演 江宇錫
- 1996年：KBS（HBS現代廣播）《三層樓的人》（直譯）
- 1996年：KBS 2TV《初戀》飾演 江錫振
- 1997年：MBC《最爱的人是你》饰演 朴東奎
- 1998年：MBC《你和我》
- 1998年：MBC《愛與成功》
- 1998年：MBC《愛上妹妹的男友》
- 1998年：SBS《白夜 3.98》
- 1999年：MBC《愛情與成功》
- 2000年：MBC《黃金時代》飾演 李載勳
- 2000年：KBS《陽光滿懷》
- 2000年：MBC《三個朋友》
- 2001年：MBC《秋天遇到的男人》飾演 書恒
- 2001年：SBS《仍然愛著你》飾演 朴基賢
- 2001年：MBC《秋天遇到的男人》飾演 韓洙亨
- 2002年：SBS《大望》飾演 朴輝燦
- 2003年：SBS《漂流的愛》飾演 金志憲
- 2004年：SBS《土地》飾演 張勇
- 2007年：MBC《太王四神記》飾演 淵加黎
- 2009年：KBS《即使恨也要再愛一次》飾演 李正熏
- 2009年：SBS《Dream》飾演 姜景澤
- 2010年：MBC《黃金魚》飾演 文正皓
- 2011年：SBS《我的女兒是花兒》飾演 具在浩
- 2012年：SBS《信義》飾演 孫柳
- 2014年：MBC《薔薇色戀人們》飾演 高英國
- 2014年：KBS《Healer》飾演 金文植
- 2015年：MBC《我的女兒，琴四月》飾演 吳民豪
- 2018年：KBS《我唯一的守護者》飾演 王鎮國
- 2020年：JTBC《運行》（直譯）
- 2022年：KBS《現在很美麗》飾演 李敏浩
- 2024年：KBS《美女與純情男》飾演 孔真澤

### 電影
- 1991年：《漢城艾薇塔》
- 1997年：《用兵離反》
- 1997年：《最後的防衛》

### 舞台劇
- 1978年：《貧瘠之地》
- 1979年：《哈姆雷特》

### 音樂
- 1979年：《耶穌基督巨星》

## 獲獎
- 1988年：MBC演技大賞 - 新人男演員獎《人力市場》（直譯）、《我們的小鎮》（直譯）
- 1989年：百想藝術大賞電視部門 - 男子新人獎 《從不睡覺的樹》（直譯）
- 1992年：百想藝術大賞電視部門 - 男子人氣賞 《黎明的眼睛》
- 1995年：SBS演技大賞 - 最佳男演員獎《沙漏》
- 2005年：大韓民國行政民政部長官表彰獎
- 2010年：MBC演技大賞 - 黃金演技獎 《黃金魚》

## 外部連結
- NAVER （页面存档备份，存于）